# Mok (drinkbeker)

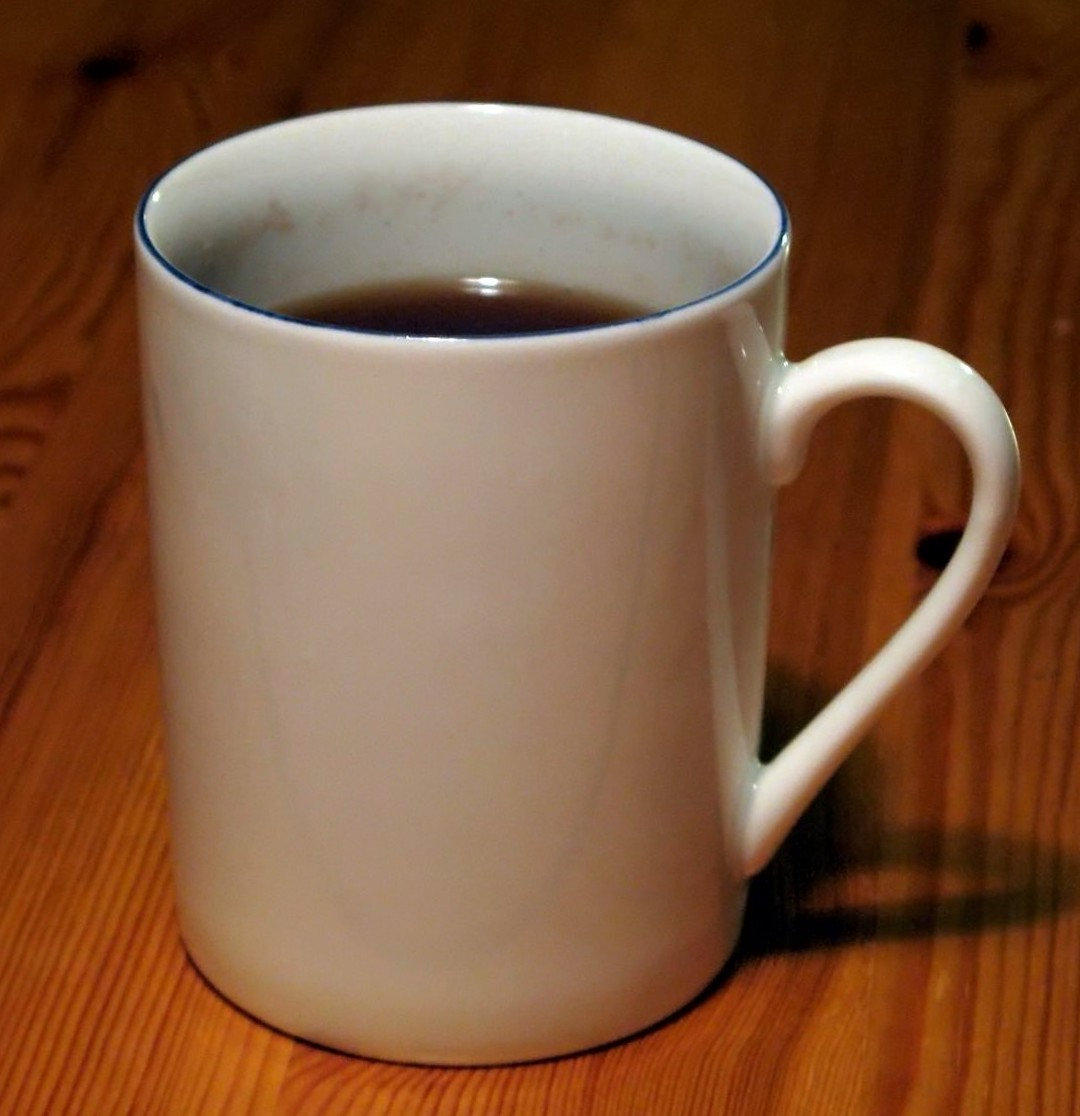
Mok van keramiek

Een mok of (drink)beker is drinkgerei voorzien van een oor als handvat. Drinkbekers worden meestal gemaakt van keramiek maar soms ook van van andere materialen, zoals metaal of kunststof.
Een mok of drinkbeker is doorgaans eenvoudiger van vorm en wat groter dan een kopje. Door de vorm is de mok een geliefd voorwerp om er een afbeelding of tekst op te printen.

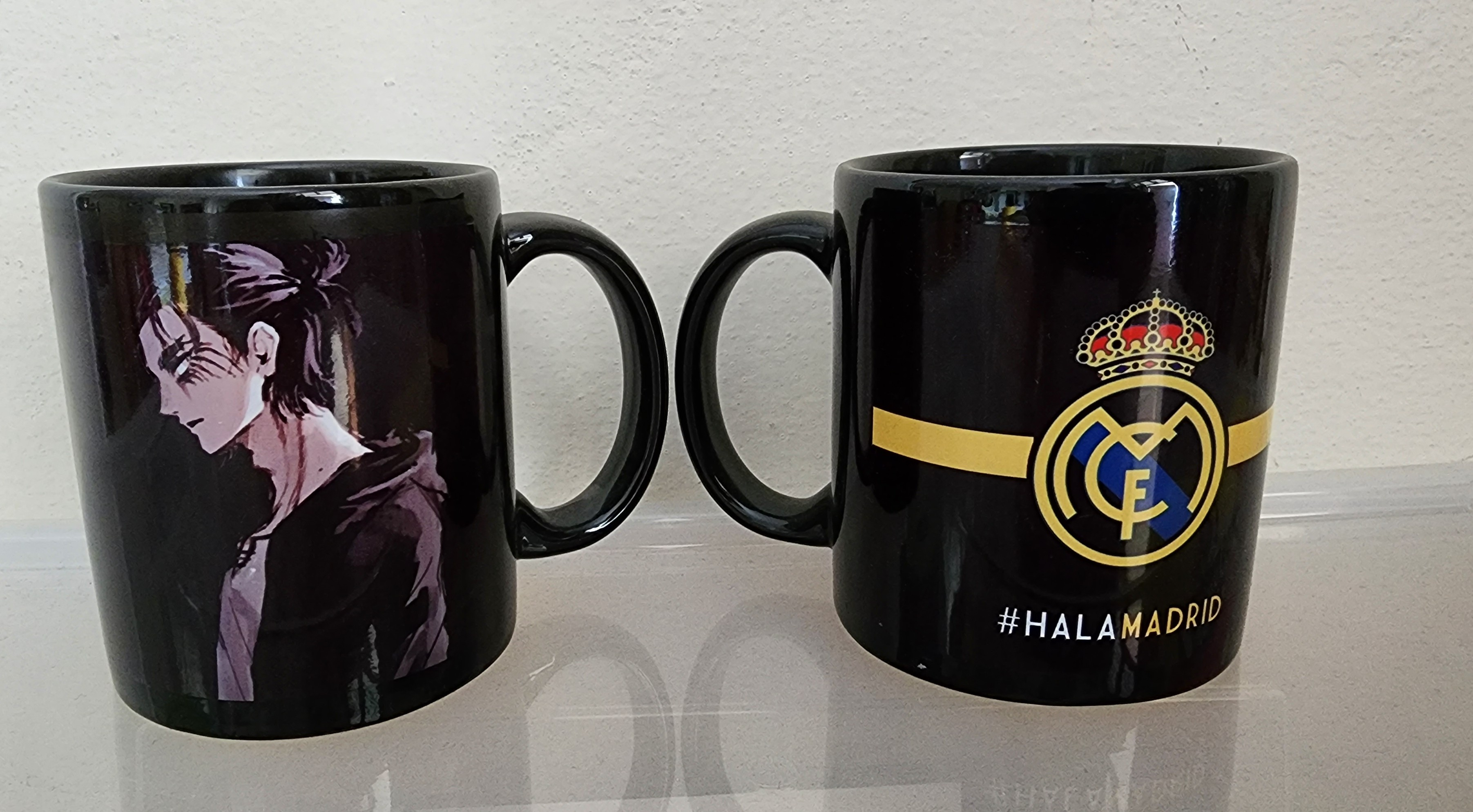
Koffiemokken met prints